# Zara (metrostation)
Zara is een metrostation in de Italiaanse stad Milaan dat werd geopend op 16 december 1995 en wordt bediend door lijn 3 en lijn 5 van de metro van Milaan.

## Geschiedenis
In het metroplan van 1952 was het tracé voor lijn 3 ten noorden van Centrale FS nog niet vastgelegd en destijds werd gedacht aan een route onder de Viale Marche. In het tracébesluit van 11 januari 1981 kwam de lijn onder de zuidelijker gelegen Viale Stelvio te liggen, met een station bij het kruispunt met de viale Zara. De tunnels en stations tussen Centrale FS en de Piazza Maciachini werden per station aanbesteed, zodat Zara pas 5 jaar na de opening van het eerste deel van de lijn werd geopend. In 1999 werd lijn 5 voorgesteld die vanaf Garibaldi FS naar het noorden zou lopen. Op 8 december 2003 werd lijn 3 verder doorgetrokken naar het westen en op 16 juli 2007 begon de bouw van lijn 5 in een bouwput vlak ten noorden van Zara. Op 10 februari 2013 werd lijn 5 ten noorden van Zara geopend en op 1 maart 2014 kon ook naar Garibaldi FS gereisd worden.

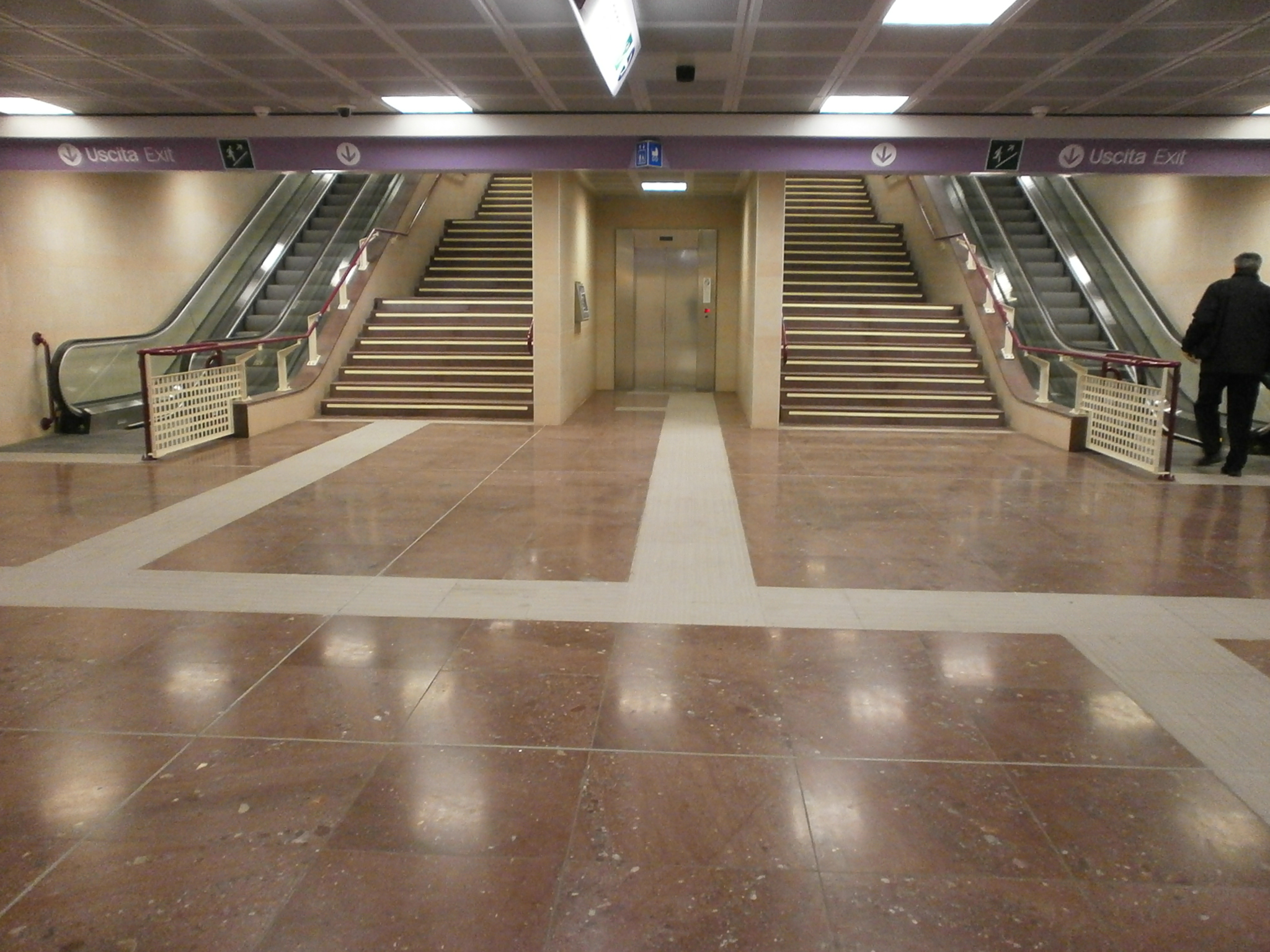
De zuidelijke toegang tot de verdeelhal
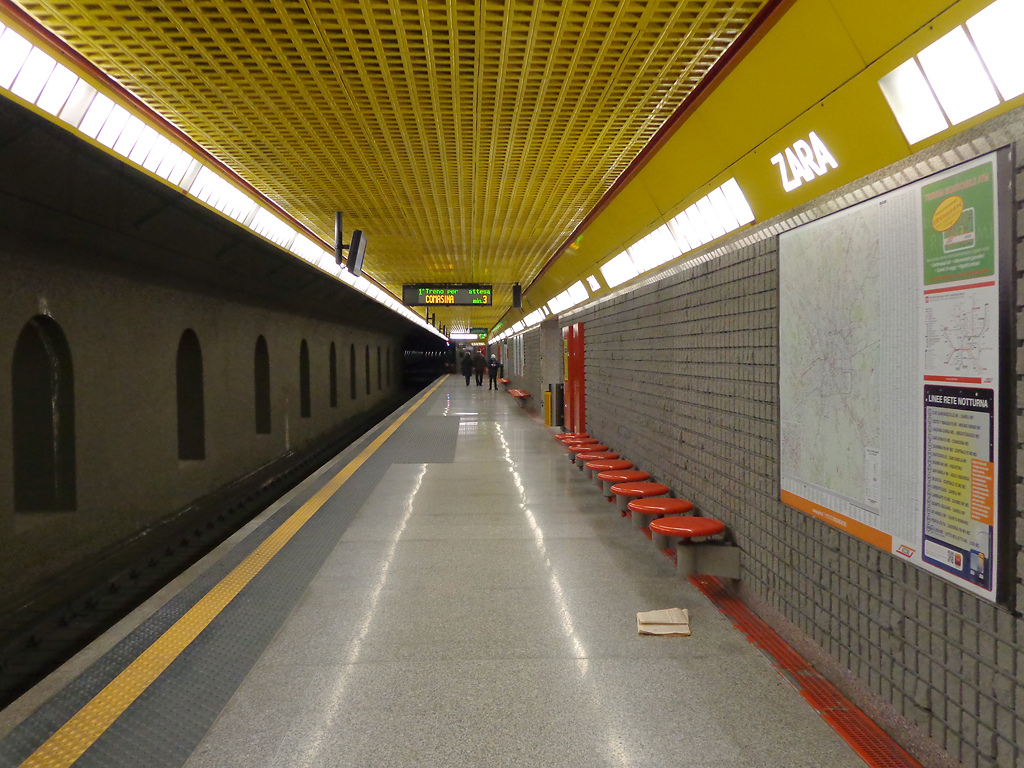
Een perron van lijn 3
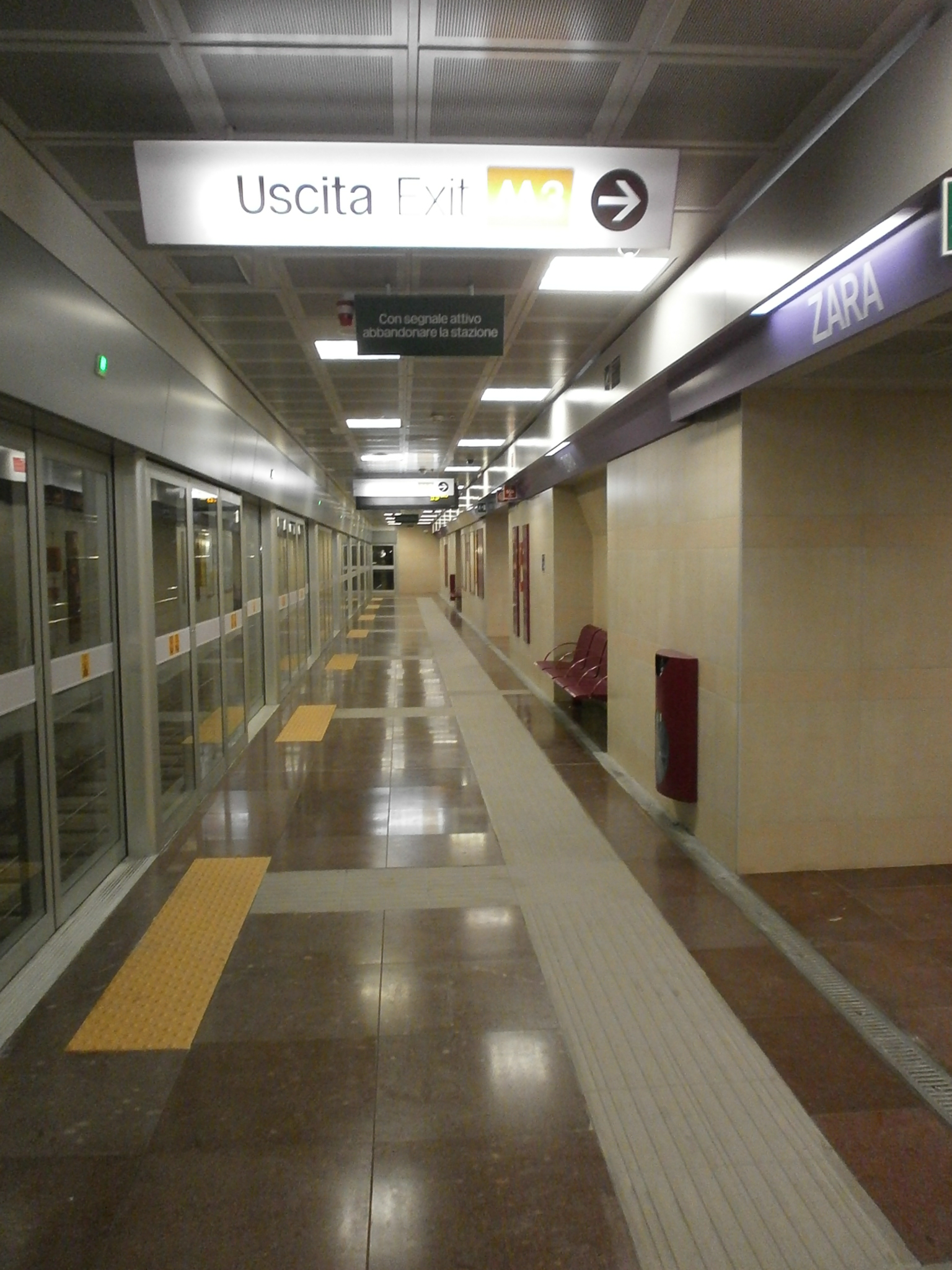
Een perron van lijn 5

## Ligging en inrichting
De toegangen liggen op de hoeken van het kruispunt in de bermen tussen de hoofdrijbaan en de parallelwegen van de Viale Zara. De toegangen sluiten aan op respectievelijke voetgangerstunnels onder de Viale Zara aan de noord en zuidkant van het kruispunt. De voetgangerstunnels zijn met (rol)trappen en liften verbonden met de verdeelhal op niveau -2 onder het kruispunt. De oost-west liggende zijperrons van lijn 3, op niveau -3, zijn met (rol)trappen en liften verbonden met de verdeelhal. Het begin jaren 90 gebouwde deel is afgewerkt in de stijl van lijn 3 met het typerende gele rooster als plafond. De sporen van lijn 5 liggen op niveau -2 en lopen in enkelsporige tunnels om de verdeelhal heen. De perrons van lijn 5 zijn aan de zuidkant tegen de verdeelhaal aangebouwd. Net als bij de hele lijn 5 zijn ook deze perrons voorzien van perrondeuren.